# 高哲夫
高哲夫（波蘭語：Filip Tadeusz Grzegorzewski）是波蘭和歐洲的外交官。2019年至2024年，在台灣擔任歐洲經貿辦事處的處長。

## 榮譽

### 外國勳章獎章
- 睦誼外交獎章（中華民國外交部，2024年7月11日頒授）[1][2]
- 大綬景星勳章（中华民国，2024年7月22日於台北總統府頒授）[3]）